# Laptopical
Laptopical – blog internetowy założony przez Ian Bandyego, Lucy Laymana i Tomiego Foxa w 2004. Blog tematyką obejmuje notebooki i komputery przenośne.

## Wyróżnienia i nagrody
- W 2005 roku Laptopical został oznaczony jako "Hot Site" przez redaktorów USA Today. Uzyskał również nagrodę "Cool Site of the Day".